# Nívea Stelmann
Nívea Stelmann Leôncio est une actrice brésilienne née le 6 avril 1974 à Paraíba do Sul (Brésil).

## Filmographie

### Télévisée
- Família Brasil (1993)
- Malhação (1995)
- Une histoire d'amour (1995)
- Anjo de Mim (1996)
- A Indomada (1997)
- Era Uma Vez... (1998)
- Suave Veneno (1999)
- Uga-Uga (2000)
- Le Clone (2001)
- A Grande Família (2001)
- Chocolate com Pimenta (2003)
- Alma Gêmea (2005)
- A Diarista (2006)
- Sete Pecados (2007)
- Três Irmãs (2008)
- Casos e Acasos (2008)
- Dicas de um Sedutor (2008)
- Rédemption (2009)
- Morde & Assopra (2011)
- Os Dez Mandamentos (2016)
- A Terra Prometida (2016)